# Кази (Казерта)
Кази је насеље у Италији у округу Казерта, региону Кампанија.
Према процени из 2011. у насељу је живело 560 становника. Насеље се налази на надморској висини од 266 м.